# Monocentrus imperator
Monocentrus imperator är en insektsart som beskrevs av Capener 1972. Monocentrus imperator ingår i släktet Monocentrus och familjen hornstritar. Inga underarter finns listade i Catalogue of Life.